# Peter Thaler

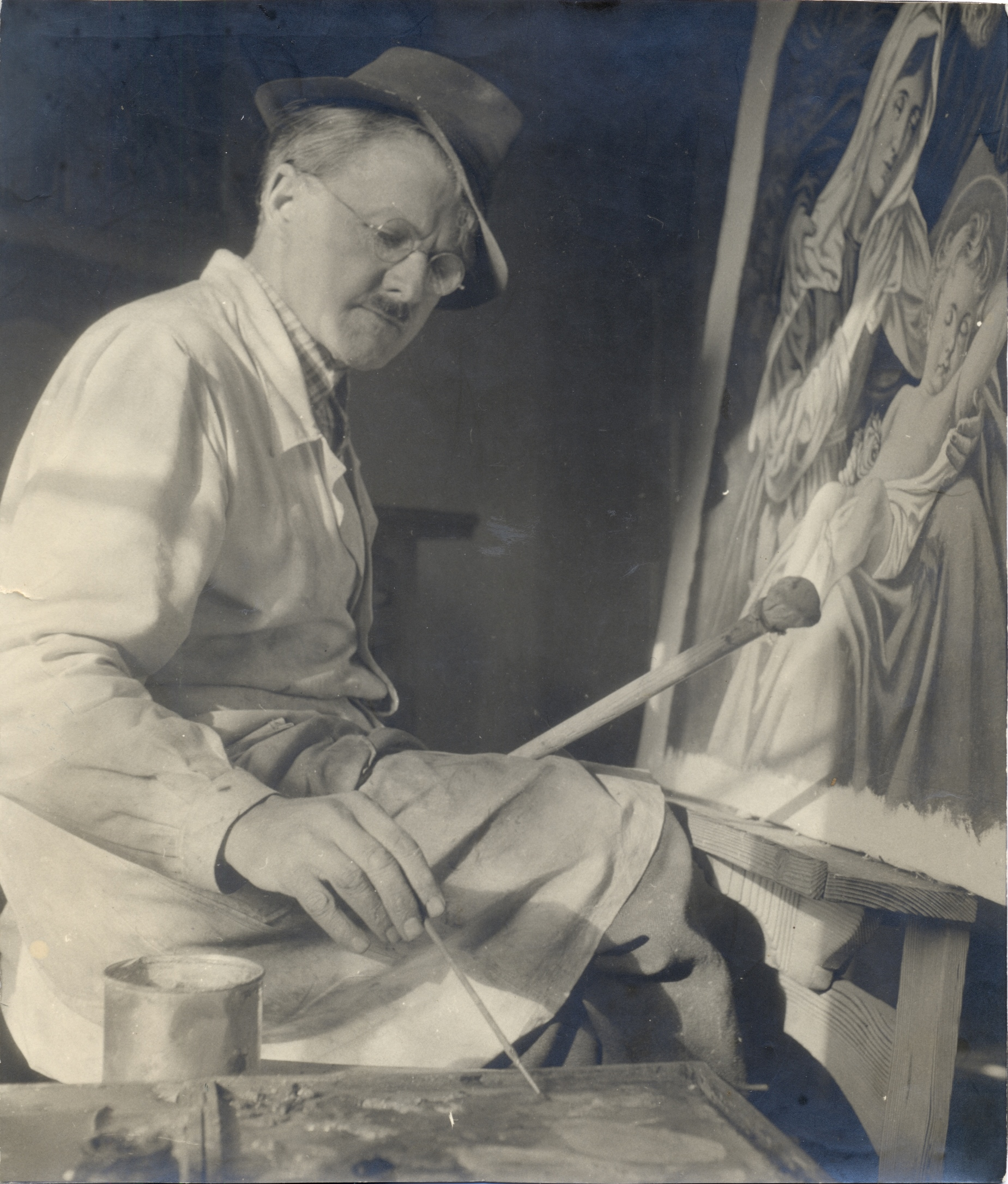
Peter Thaler im Atelier

Peter Thaler (* 19. Dezember 1891 in Oberndorf (damals Gemeinde St. Johann in Tirol); † 12. März 1978 in St. Johann in Tirol) war ein österreichischer Maler, Autor, Volksschauspieler und Heimatforscher.
Er prägte ein halbes Jahrhundert lang das kulturelle Leben von St. Johann in Tirol und Umgebung, war vor allem als Porträtmaler gefragt und verfasste mehrere Theaterstücke mit lokalhistorischem Inhalt.

## Leben
Thaler wurde am 19. Dezember 1891 als Sohn der Bauersleute Peter und Katharina Thaler, Besitzer des Hofes Kirchern im Weiler Haslach bei Oberndorf in Tirol, das damals noch Teil der Gemeinde St. Johann in Tirol war, geboren.
In der Volksschule St. Johann entdeckte sein Lehrer Josef Plankensteiner die künstlerische Begabung Thalers, förderte ihn und ebnete ihm den Weg zu seinem späteren Beruf als Maler. 1905 begann Peter Thaler eine Ausbildung beim Kirchenmaler Anton Schnabel in Kitzbühel, wo er die Kunst- und Dekorationsmalerei erlernte. Die Gesellenprüfung legte er 1909 in Salzburg ab, die Meisterprüfung 1912 nach einer weiteren Ausbildung bei dem Münchner akademischen Maler Joseph Albrechtskirchinger.

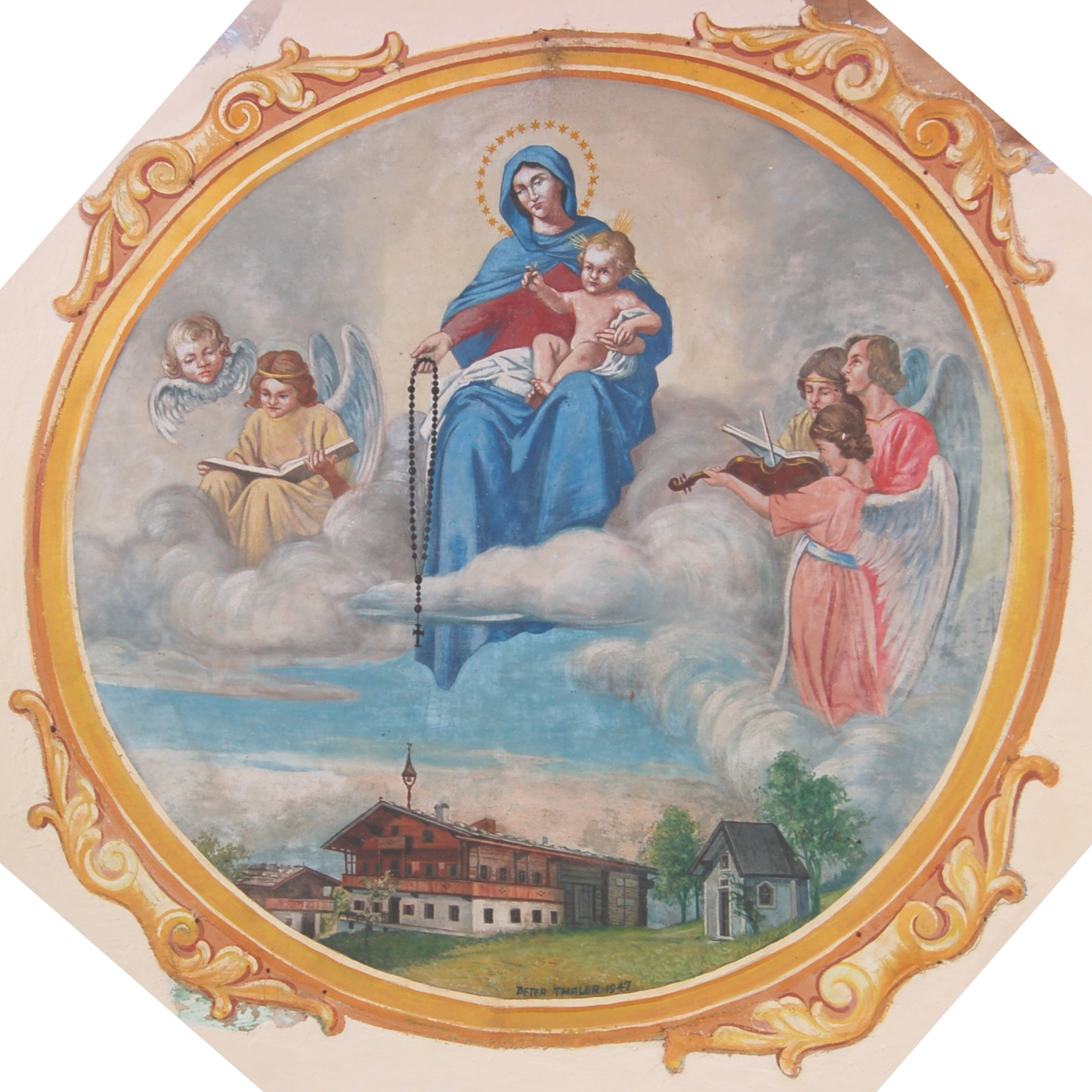
Deckengemälde der Kapelle zu Vorderegg bei St. Johann in Tirol von Peter Thaler

Im Jahr 1914 rückte Thaler in den Ersten Weltkrieg zum 3. Regiment der Tiroler Kaiserjäger nach Trient ein. Nach seiner Grundausbildung wurde er in das Kaiserschützen-Regiment Nr. 3 eingegliedert und kam 1915 am Drei-Zinnen-Plateau zum Einsatz. Später an die Rovereto-Front, wo er als Kundschafter eingesetzt wurde und die Stellungen des Feindes zeichnen musste. 1916 erkrankte er an Typhus, wurde ins Militärspital nach Trient überstellt und kam dann zur Erholung nach Böhmen. 1917 wurde er schließlich zur k.k. Kriegsmarine in die dalmatinische Hafenstadt Cattaro versetzt, wo er bis Kriegsende verblieb und dann im Herbst 1918 auf abenteuerliche Weise vom Balkan nach St. Johann zurückkehrte.
Schon vor dem Krieg spielte Thaler bei einer Schauspielergruppe in St. Johann in Tirol Theater. Nach seiner Rückkehr aus dem Ersten Weltkrieg gründete er 1919 mit 18 theaterbegeisterten Mitgesinnten die Leukentaler Volksbühne, deren treibende Kraft er fast 50 Jahre lang als Obmann, Spielleiter, Kulissenmaler, Maskenbildner und Autor mehrerer Stücke war.
Aus wirtschaftlichen Gründen – in St. Johann war es kurz nach dem Ersten Weltkrieg noch nicht möglich, einen Malereibetrieb zu eröffnen – betrieb Thaler von 1920 bis 1923 eine Werkstatt in Reit im Winkl, wo er ebenfalls einen Theaterverein gründete. 1923 eröffnete er seinen Betrieb in St. Johann in Tirol. Er arbeitete mit sechs bis acht Gehilfen, die vorrangig die einfachen Maler- und Anstreicherarbeiten durchführten, während er sich hauptsächlich um Dekorationsmalereien und um künstlerische Arbeiten, wie Porträts und Auftragsgemälde kümmerte.

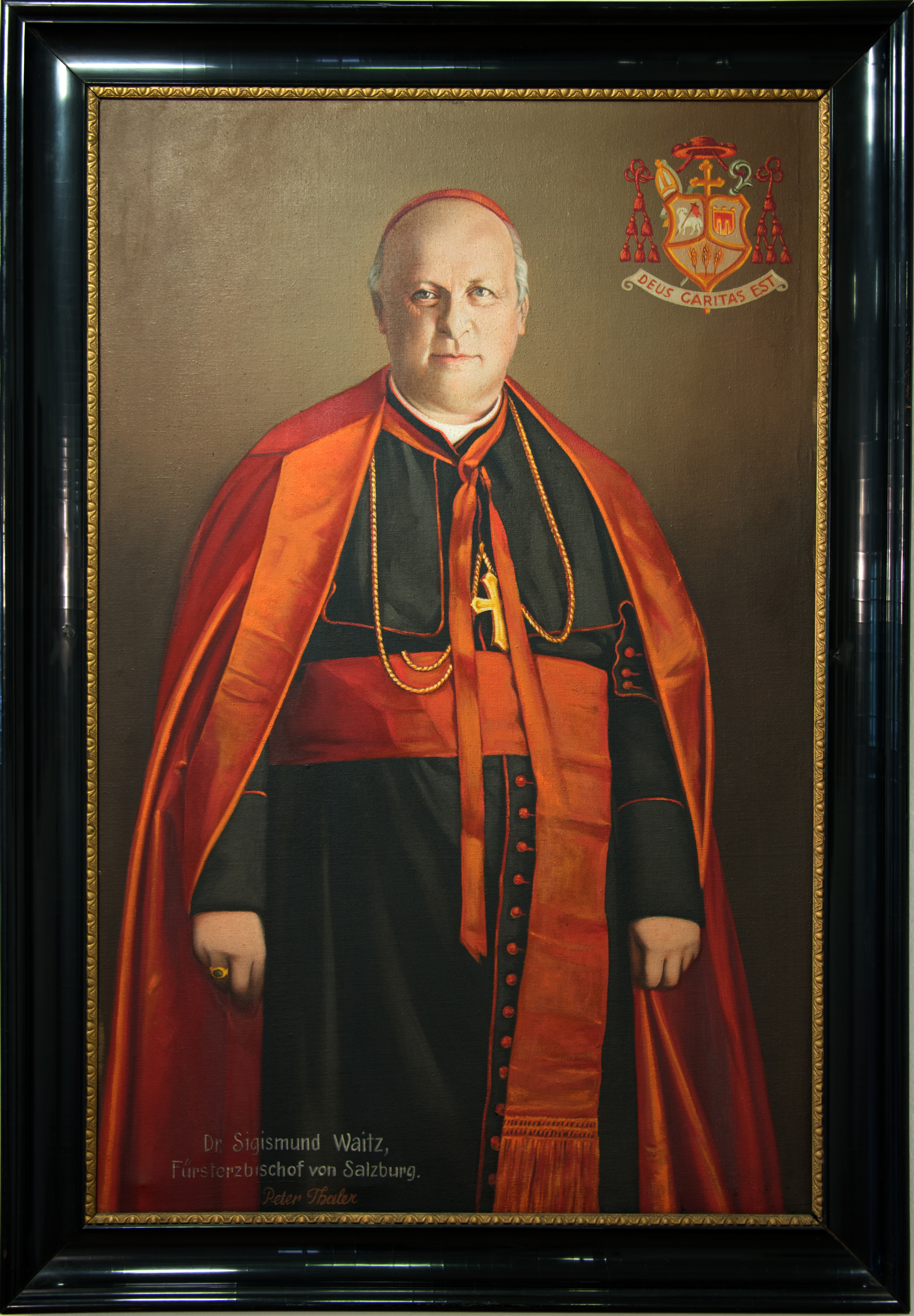
Fürsterzbischof Sigismund Waitz, Porträt von Peter Thaler

1929 heiratete er die aus Gmünd in Kärnten stammende Berta Brandstätter. Aus dieser Ehe entstammen drei Kinder: Berta, Katharina und Peter.
1943 musste Thaler im Alter von 52 Jahren in den Zweiten Weltkrieg einrücken. Er war ein überzeugter Monarchist und im Ort als Regime-Gegner bekannt, wurde mehrmals denunziert und in eine Strafkompanie zum Partisanenkampf nach Jugoslawien einberufen. Ein bayerischer Offizier, der früher mit ihm Theater spielte, konnte aber seine Versetzung nach Lochau in Vorarlberg bewirken, wo Thaler beim Bemalen von Militärfahrzeugen eingesetzt wurde.
Nach dem Krieg führte er seinen Malereibetrieb in St. Johann in Tirol weiter. 1948 restaurierte er unentgeltlich die Einsiedelei bei St. Johann und schuf das Deckengemälde „Mariae Heimsuchung.“ Die Materialkosten für die Restaurierung wurden von der Volksbühne übernommen. Auch sonst organisierte Thaler nach dem Zweiten Weltkrieg mit seinem Verein mehrere Wohltätigkeitsveranstaltungen für Invalide und Kriegsopfer und finanzierte mit der Volksbühne auch die Errichtung eines Fußgängerstegs über die Kitzbüheler Ache.

## Volksschauspieler und Heimatforscher
Thaler prägte über ein halbes Jahrhundert lang als Maler und Theatermacher das kulturelle Leben von St. Johann in Tirol. Mit der Leukentaler Volksbühne führte er die großen Klassiker des Tiroler Volkstheaters auf, vor allem Stücke von Anzengruber, Ganghofer, Rauchenegger und Schönherr. Das Paradestück war das Drama „die Räuber vom Glockenhof“, das Thaler in mehreren Inszenierungen auf die Bühne brachte. Der „Glockenhofer“ war auch seine Glanzrolle, die ihm sogar ein Angebot einbrachte, als Schauspieler nach Berlin zu gehen, was er jedoch ausschlug.
Für die verschiedenen Theaterstücke malte Peter Thaler meist eigene Kulissen. So hat er in seinem Leben 38 komplette Bühnenausstattungen geschaffen. Insgesamt inszenierte er 98 Stücke und brachte nahezu 1000 Aufführungen auf die Bühne, vor allem in St. Johann, aber auch auf zahlreichen Gastspielen in Tirol, Salzburg und Bayern.

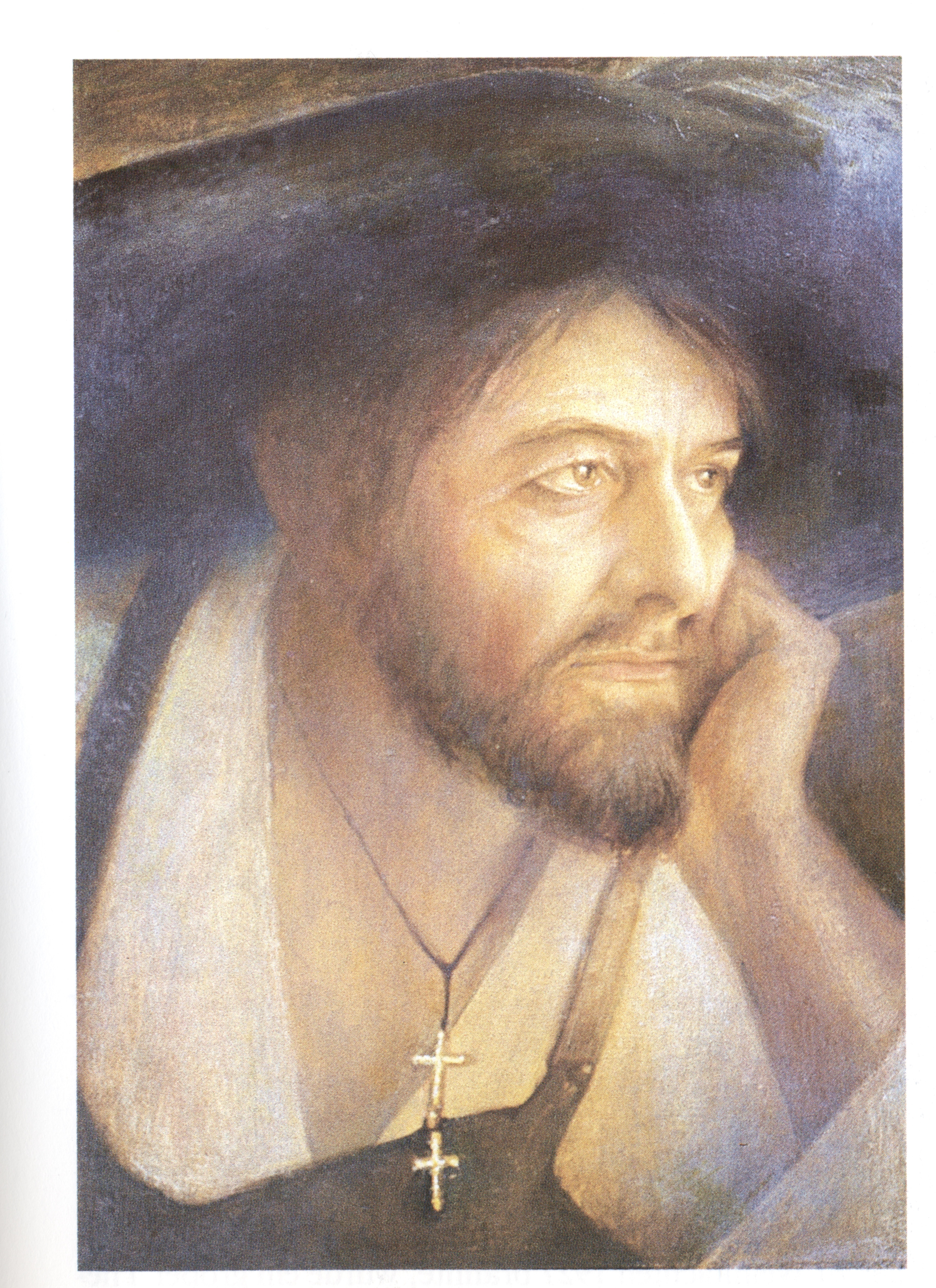
Peter Thaler in seiner Glanzrolle als Räuberhauptmann vom Glockenhof, porträtiert von seiner Tochter Berta

Thaler interessierte sich sehr für die regionale Geschichte und betätigte sich als Heimatforscher. Er verfasste mehrere heimatkundliche Schriften – vor allem zu mittelalterlichen Themen und zur Burgenforschung des Leukentals – sowie Theaterstücke mit historischen Inhalten. Seine Stücke „Die Gründung von Spital in der Weitau, Einsiedelei Maria Blut, Die Kapelle an der Vogelwand, Speckbachers Hauptquartier 1809, Die Kössnerbahn“ sowie die Komödie „Die Geisteralm am Kitzbüheler Horn“ wurden mit viel Erfolg aufgeführt.
1966 legte Thaler nach fast 50 Jahren seine Funktionen als Obmann und Spielleiter der Volksbühne zurück. Er war Ehrenobmann der Volksbühne St. Johann in Tirol und Träger des Goldenen Verdienstzeichens des Landesverbandes der Tiroler Volksbühnen sowie des Ehrenzeichens des Trachtenvereins Edelraute, der aus der Volksbühne hervorging. Peter Thaler verstarb am 12. März 1978 im Alter von 86 Jahren.

## Das künstlerische Werk
Peter Thaler malte seine Bilder in Öl bzw. in Mischtechnik auf Leinwand, Karton oder Hartfaserplatte. Auf Grund seiner fundierten Ausbildung, die Kunstmalerei in der traditionellen Form wie ein Handwerk zu erlernen, konnte er die Möglichkeiten der verschiedenen Techniken voll ausschöpfen und verwendete diese auch ganz unterschiedlich – sowohl nach künstlerischen als auch nach ganz praktischen Überlegungen. Einerseits gibt es von ihm einige Gemälde in der klassischen und besonders aufwändigen altmeisterlichen Lasurtechnik auf Leinwand, andererseits sind auch mehrere Bilder in Primamalerei auf Karton erhalten, weshalb man davon ausgehen kann, dass er die Ausführung seiner Aufträge in den verschiedenen Techniken wohl auch an die finanziellen Möglichkeiten der Auftraggeber anpasste.
Bekannt war Thaler für seine Porträtmalerei, in der er eine hohe technische Könnerschaft aufweist. Er schaffte dabei nicht nur bloße Abbilder von Menschen, sondern beherrschte auch die Kunst, das Wesen und den Charakter der dargestellten Person in den Vordergrund zu rücken. Besonders erwähnenswert sind in diesem Zusammenhang das Porträt des Fürsterzbischofs von Salzburg, Sigismund Waitz, das Porträt des St. Johanner Dechants Josef Ritter sowie die Porträts einiger regionaler Honoratioren, die er in der aufwändigen altmeisterlichen Lasurtechnik in Öl auf Leinwand verewigte.

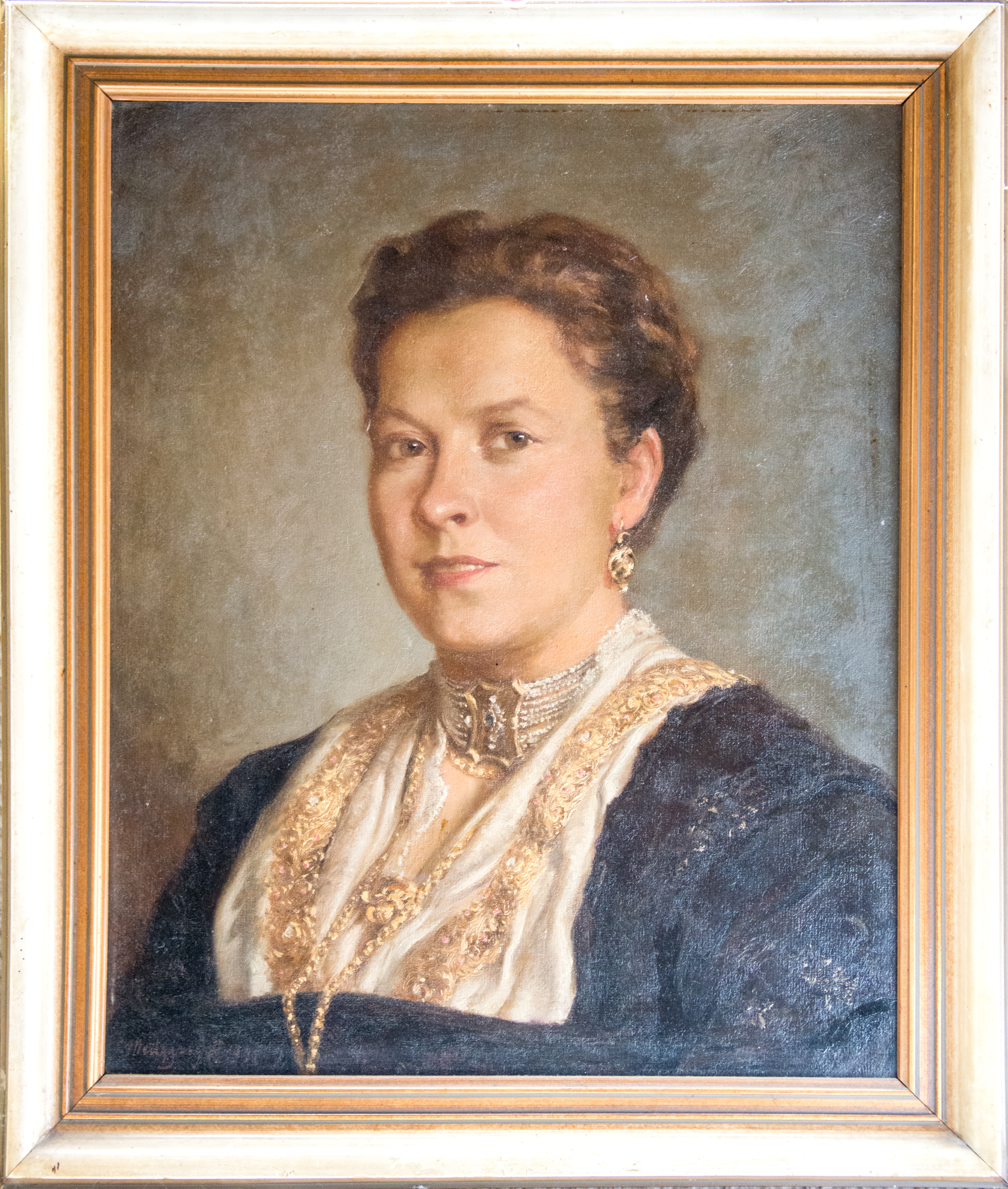
Anna Hauser, Stanglwirtin in Going am Wilden Kaiser. Porträt von Peter Thaler

Thalers Landschaftsbilder sind häufig Darstellungen seiner unmittelbaren Heimat und zeigen meist idyllische Szenen mit dem Kaisergebirge im Hintergrund. Oft wurde er beauftragt, typische Tiroler Bauernhöfe zu malen, vor denen Leute in Tracht stehen und in deren Hintergrund sich ein Gebirgsmassiv erhebt. Dabei ist Thaler ganz der klassischen Tradition des 19. Jahrhunderts verbunden, und hier sind seine traditionelle Ausbildung und der Einfluss seines Lehrers Joseph Albrechtskirchinger am besten erkennbar. Thaler malt diese Bilder in einem Stil, wie er in den Akademien des 19. Jahrhunderts verbreitet war. Er, der selber kein akademischer Maler war, sondern die Malerei im handwerklichen Sinne erlernte, hat diese traditionelle Malweise weit ins 20. Jahrhundert hinein getragen, während an den Kunstakademien schon lange andere Strömungen die Regel waren.
Diese künstlerische Einstellung entspricht voll und ganz seinem Weltbild und seinen persönlichen Interessen. Peter Thaler war ein zutiefst traditionsbewusster Mensch, der sich intensiv mit der Geschichte und den Bräuchen seiner Heimat auseinandersetze. So finden sich in seinen Bildern auch historische Themen – sowohl Kopien nach Franz von Defregger als auch eigene Kompositionen; und auch für Theateraufführungen, Festlichkeiten und Umzüge verarbeitete er historisierende Motive, indem er seine Vorstellungen über die Ergebnisse seiner heimatkundlichen Forschungen verbildlichte.
Seine Wandgemälde schmücken die Fassaden der Brauerei Huber in St. Johann in Tirol, des Dorfwirts in Oberndorf in Tirol, des Gasthofs Wintersteller in Kirchdorf in Tirol, der Volksschule Waidring, der Molkerei in Knittelfeld, der Gendarmeriegebäude in Ried und Erpfendorf sowie einiger Privathäuser in Innsbruck, Pfunds und St. Johann in Tirol.

### Würdigung
Thaler blieb zeit seines Lebens der künstlerischen Tradition des 19. Jahrhunderts verhaftet und machte bewusst keine aktuellen Strömungen der internationalen Kunstentwicklung mit. Seine Qualitäten liegen gerade in diesem Festhalten an einer über Jahrhunderte überlieferten Malweise, die eine hohe technische Könnerschaft erfordert aber im Laufe des 20. Jahrhunderts immer mehr in Vergessenheit zu geraten drohte. Von herausragender Bedeutung sind vor allem seine Porträts, die durch ihre Ausdruckskraft eine zeitlose Qualität aufweisen.

## Museen
Anlässlich des 125. Geburtstages von Peter Thaler widmete ihm das Museum St. Johann in Tirol eine Ausstellung, und der Verlag Hannes Hofinger veröffentlichte ein Buch über Peter Thaler.
Werke von Peter Thaler befinden sich im Museum St. Johann in Tirol, im Dommuseum Salzburg und im Museum Metzgerhaus in Kirchdorf in Tirol.